# بائودینگ

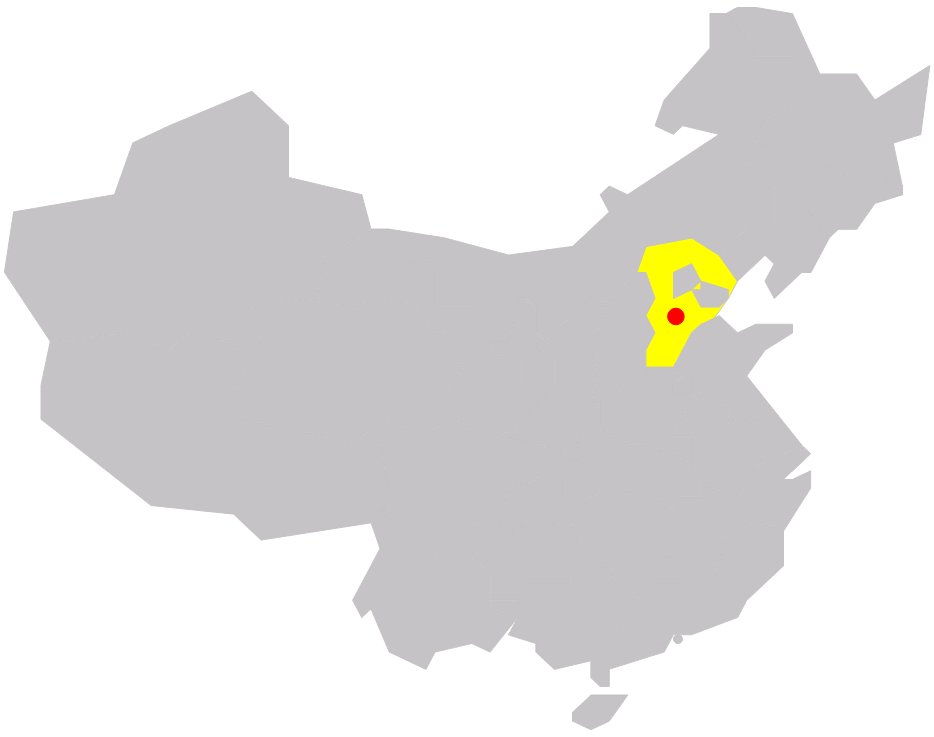
بائودینگ در نقشه چین.

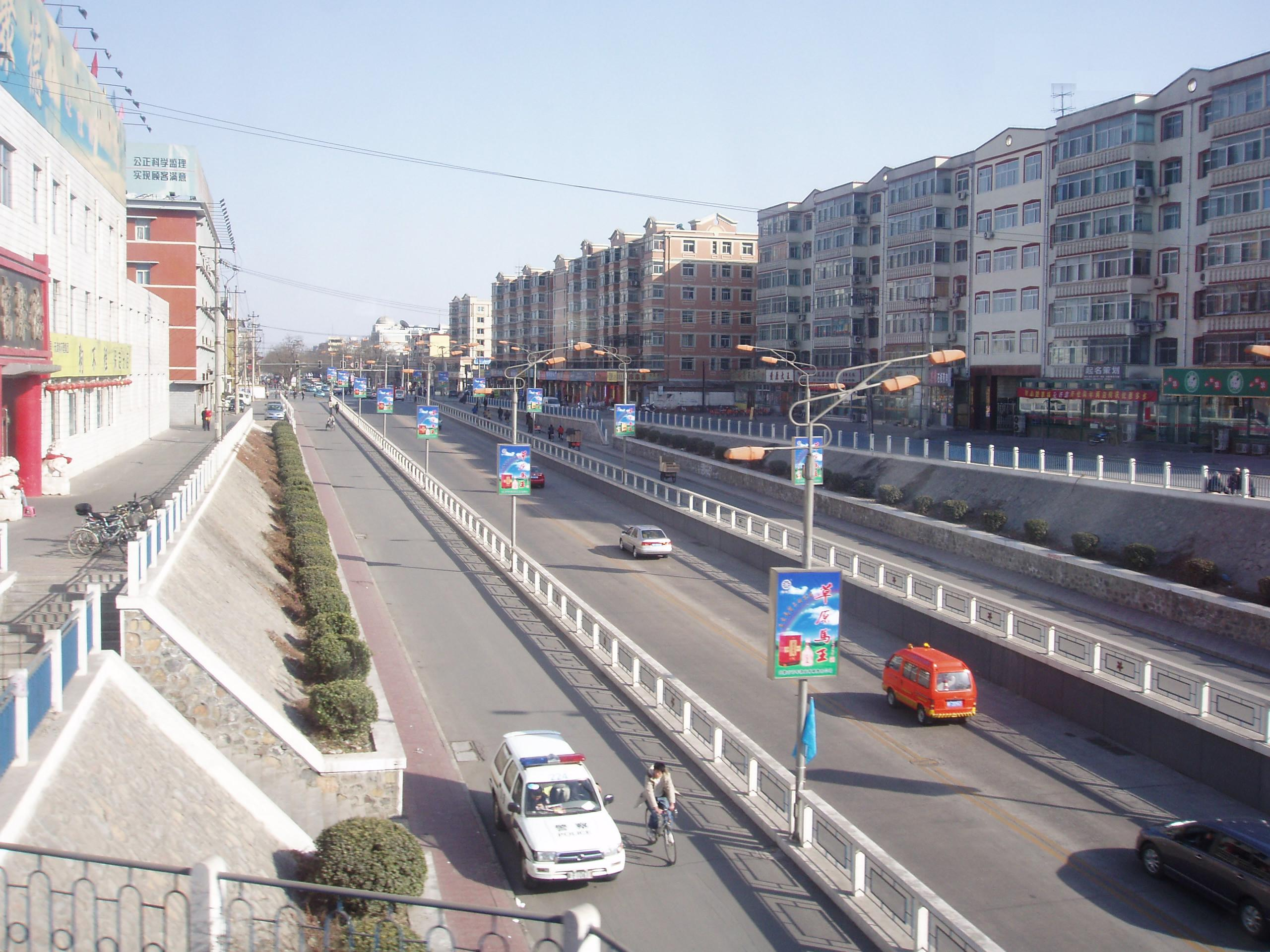
خیابانی در بائودینگ.

بائودینگ (به چینی: 保定 به انگلیسی: Baoding) یکی از شهرهای کشور جمهوری خلق چین است. جمعیت آن در سال ۲۰۰۸ میلادی برابر ۱،۰۷۶،۲۸۸ نفر تخمین زده شده است .
بائودینگ در استان هه‌بی در شرق چین قرار گرفته است. این شهر، از نظر اداری مستقل به حساب می‌آید. فاصله آن با پکن ۱۴۰ کیلومتر است .

## نگارخانه

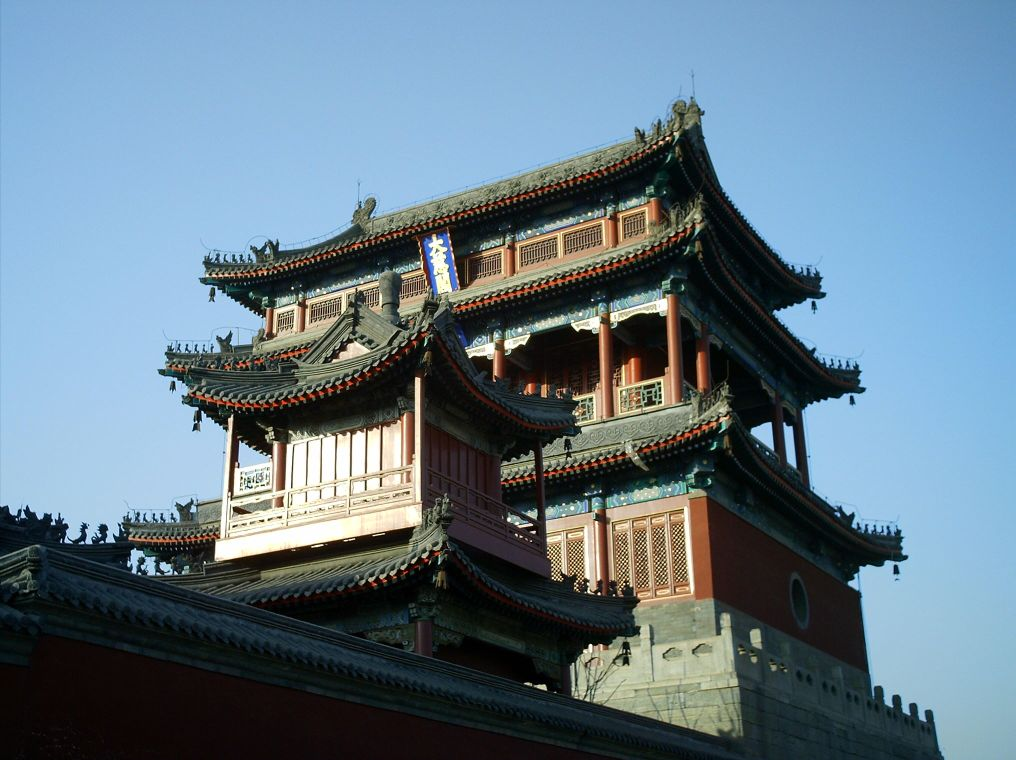
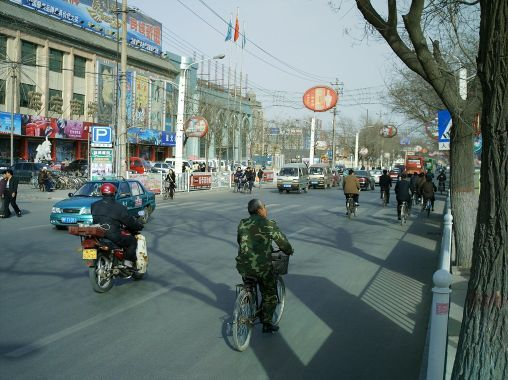
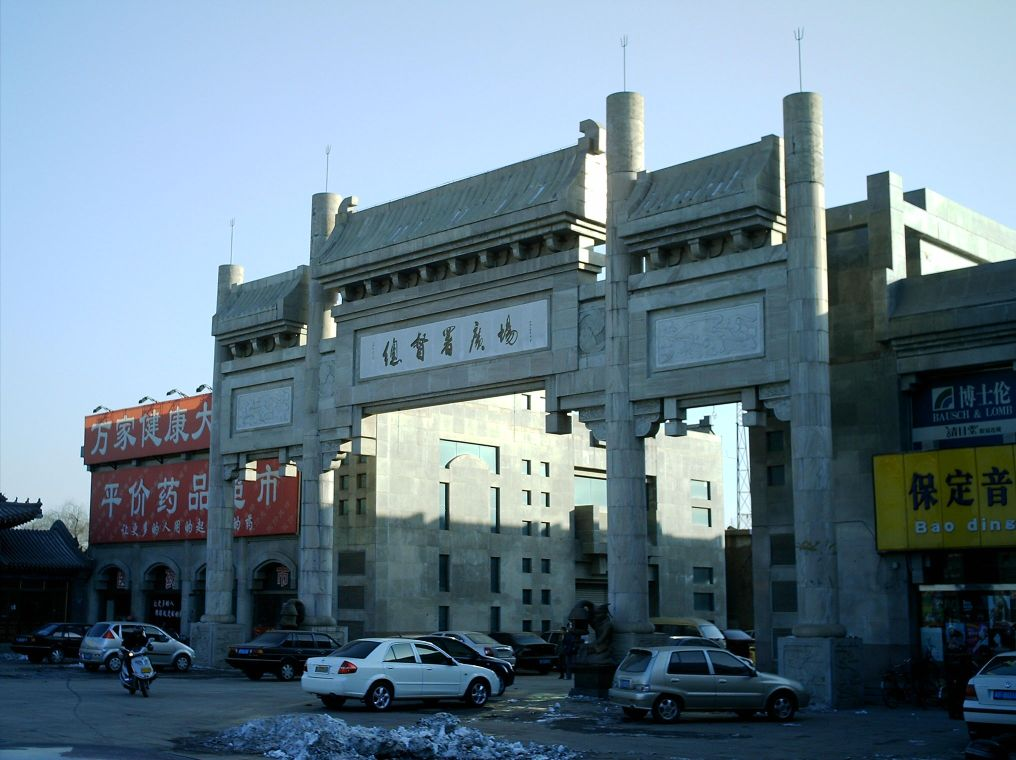
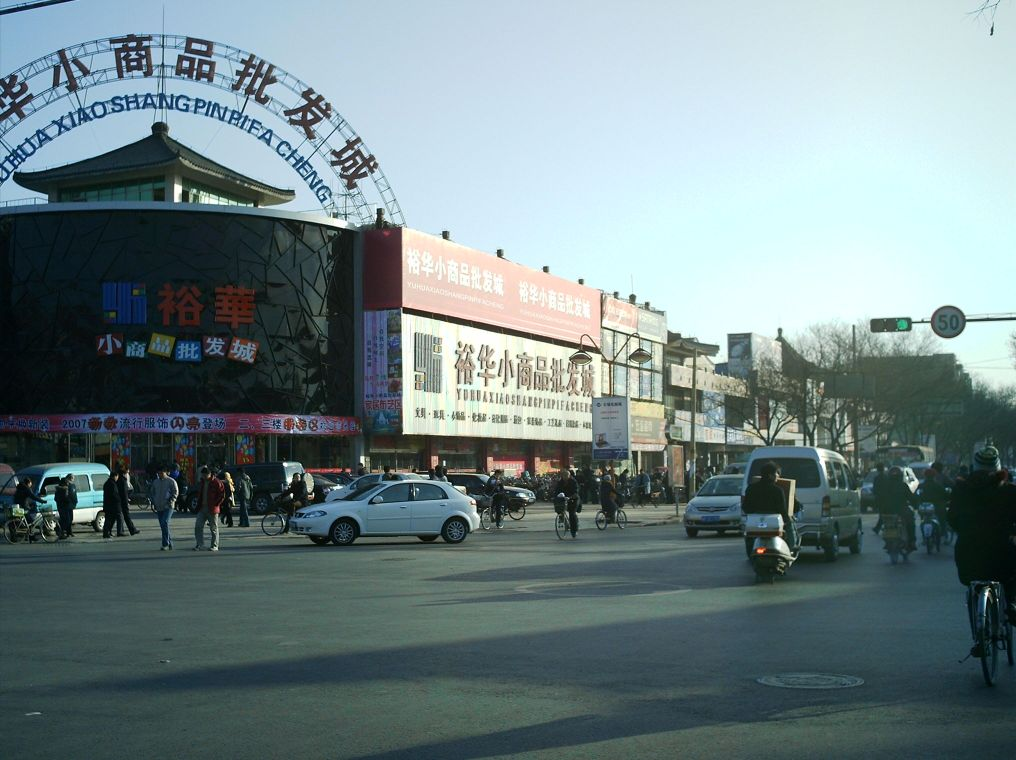
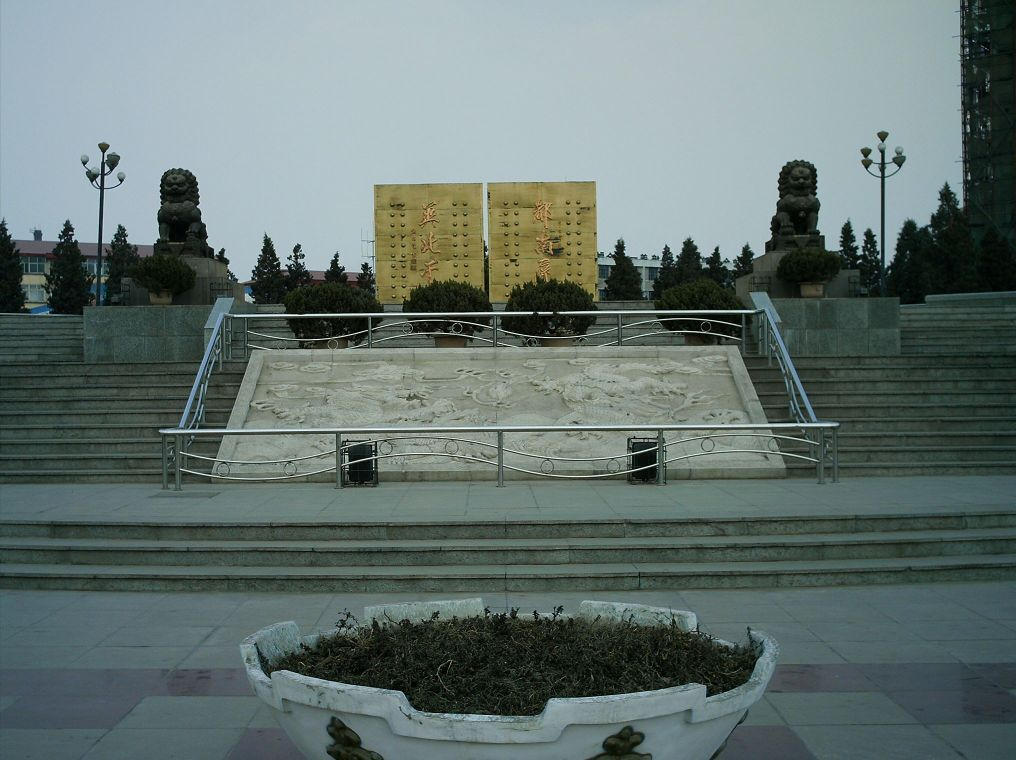
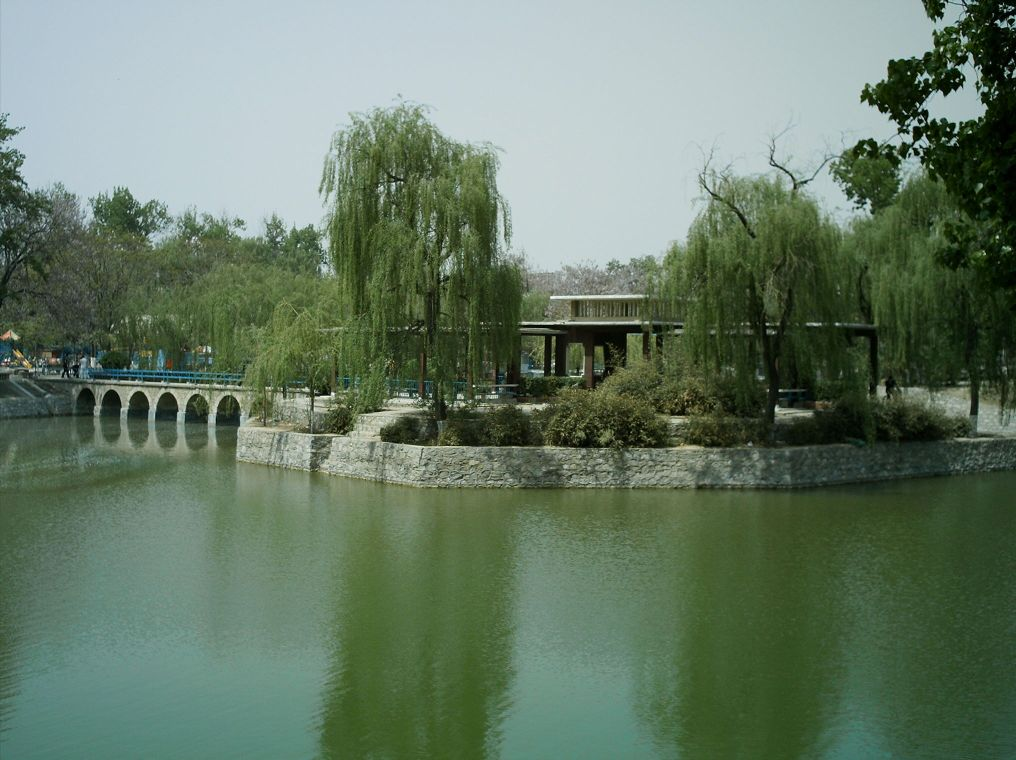
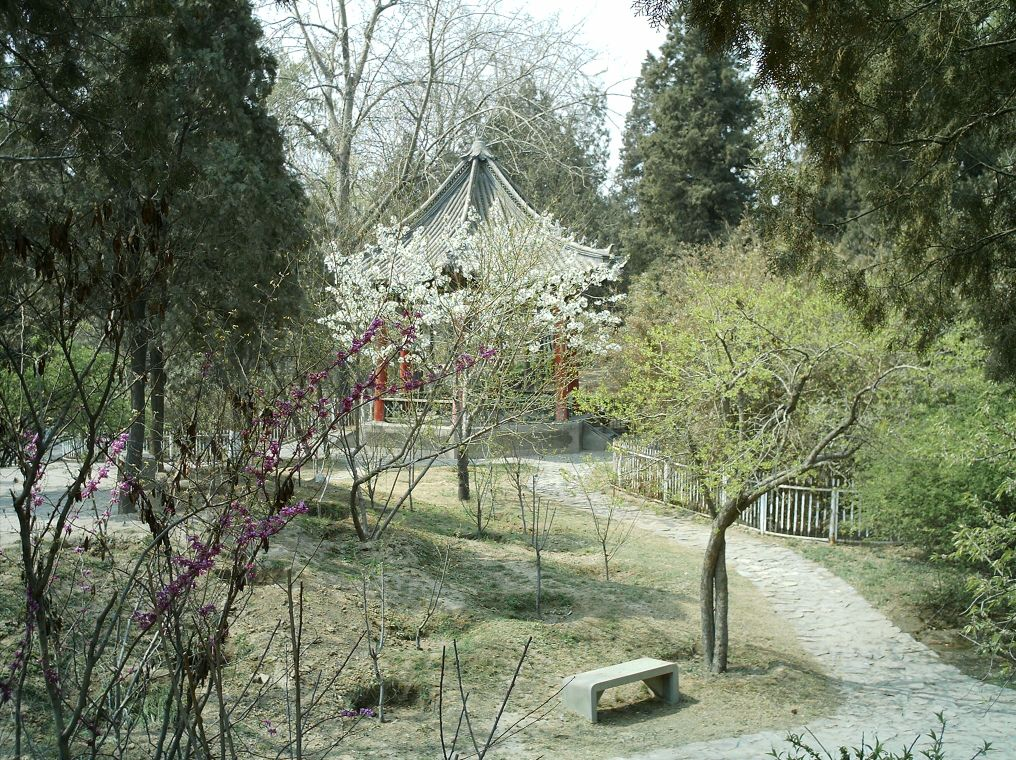
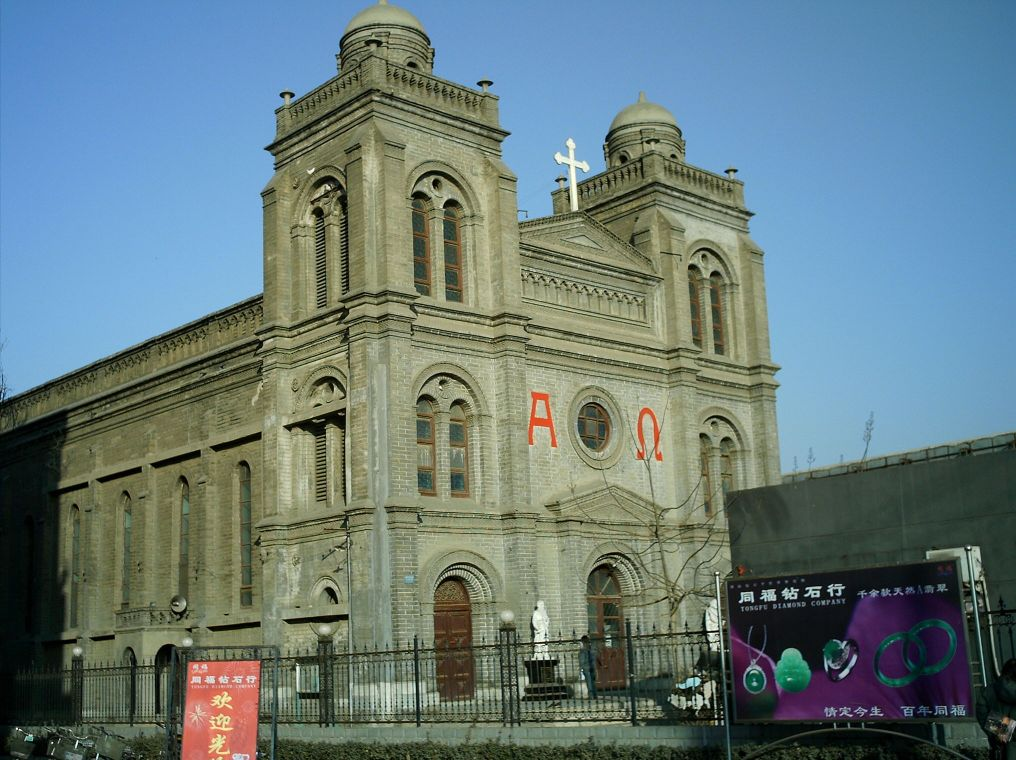
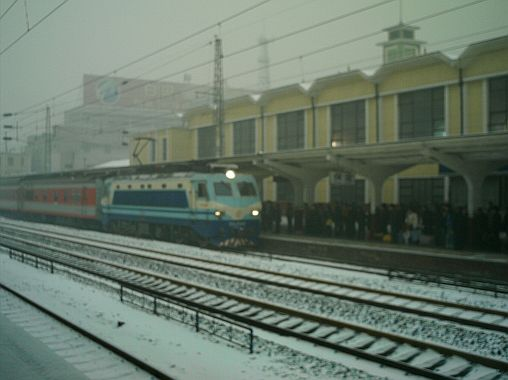
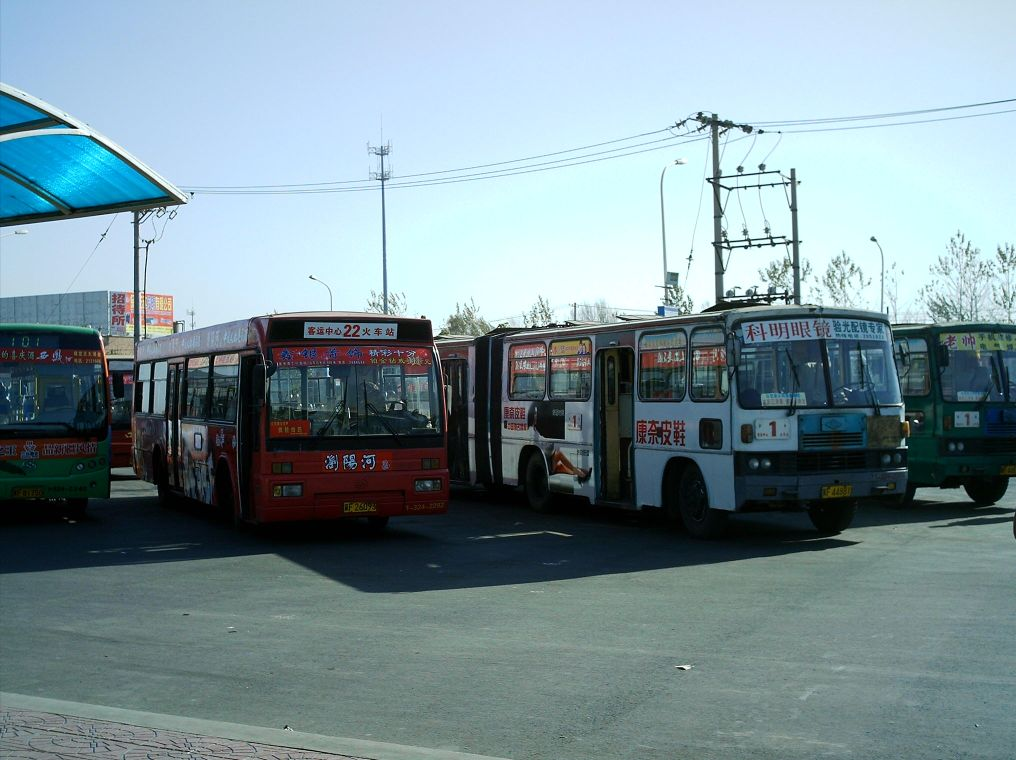